# Socialite

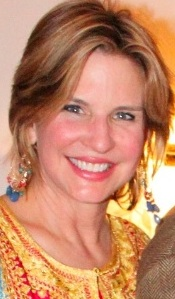
L'artista Paige Peterson è una delle socialite più famose negli Stati Uniti

Socialite (AFI: [ˈsəʊʃəlaɪt]) è un termine inglese, traducibile come "persona che fa vita mondana" o "personaggio del bel mondo", che indica una persona, in genere proveniente da ambienti benestanti o aristocratici, che partecipa abitualmente a eventi mondani come serate di beneficenza o gala, feste private, sfilate di moda, raccolte fondi, festival e altri eventi esclusivi, dedicando gran parte del proprio tempo a essi, e che deve la propria notorietà principalmente a queste attività.

## Storia
I socialite statunitensi furono originariamente inclusi in un registro sociale, un elenco dei nomi e degli indirizzi dei "contatti sociali preferiti" delle famiglie di spicco del XIX secolo. Nel 1886, Louis Keller, descritto nel suo necrologio come "noto a più persone qui e all'estero di ogni altro residente di New York", ebbe l'idea di istituzionalizzare queste liste e metterle in vendita. L'idea di Keller ebbe un grande successo e già nel 1918 vi erano 18 volumi annuali in rappresentanza di 26 città degli Stati Uniti.
Fra il diciottesimo e il XIX secolo in Gran Bretagna, un giovane uomo classificato come dandy e le donne che frequentavano regolarmente incontri sociali, feste e funzioni, erano già considerati come socialite. In Francia e in Italia nel XVIII e il XIX secolo si diffusero i salotti letterari e culturali, tenuti spesso da nobildonne definite "salottiere", animatrici della vita mondana (oltre che artistica) come moderne socialite, ad esempio Suzanne Curchod, Isabella Teotochi Albrizzi o Fanny Targioni Tozzetti.
Da metà del XX secolo, con l'ascesa della classe media, la televisione statunitense diede sempre meno attenzione ai membri dell'alta società e negli anni settanta, i giornali che non avevano interrotto il loro spazio quotidiano dedicato all'alta società lo ridussero a una rubrica settimanale, normalmente denominata di "stile".

## Famosesocialitestoriche

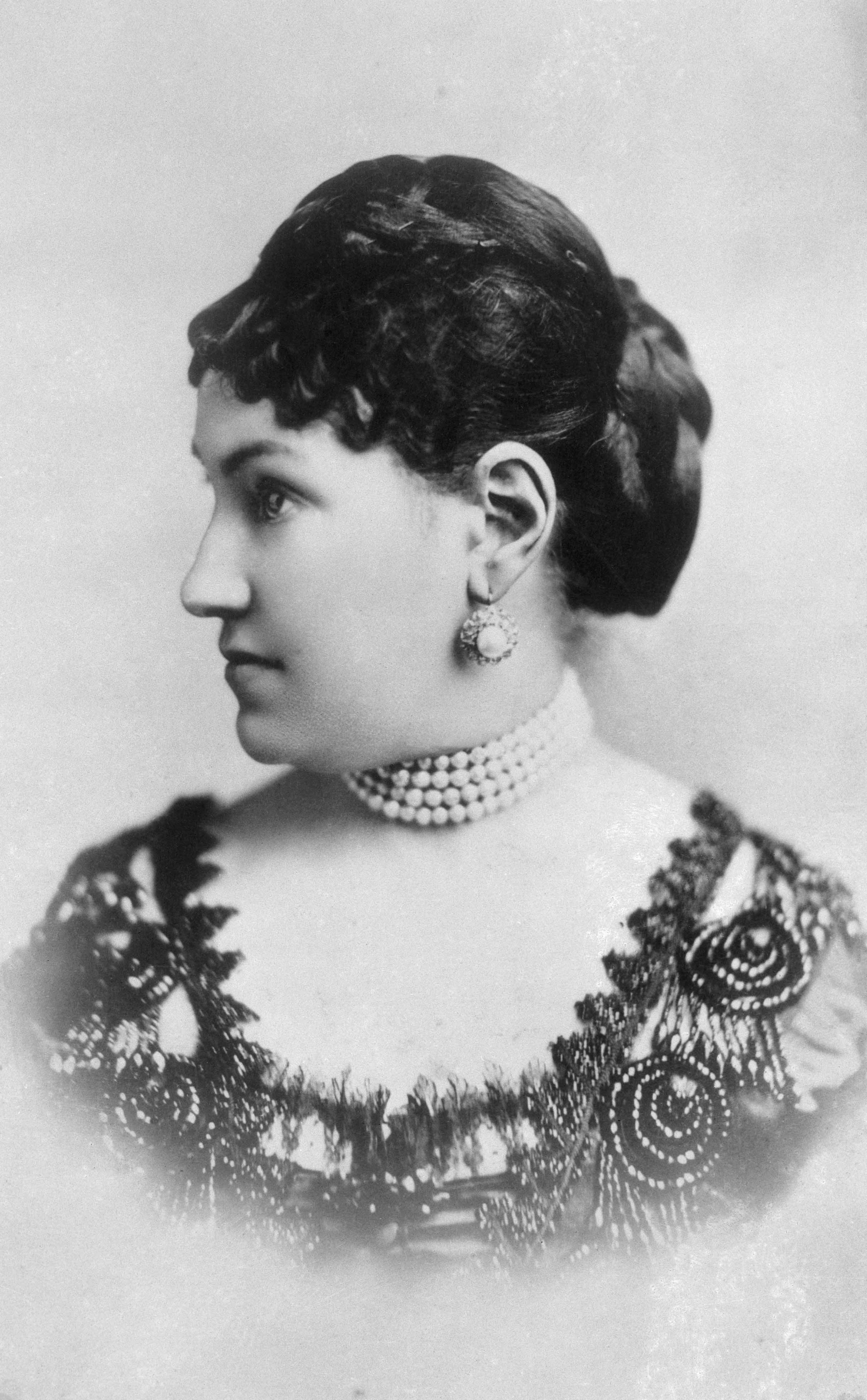
Caroline Schermerhorn Astor (1830–1908)
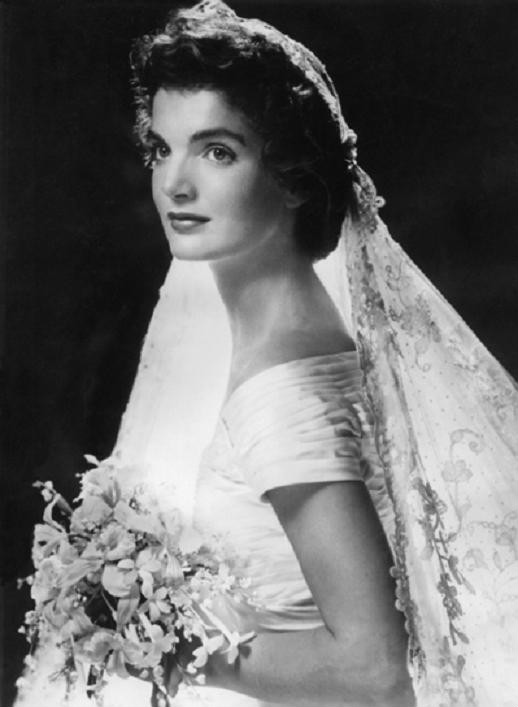
Jacqueline Kennedy Onassis (1929–1994)
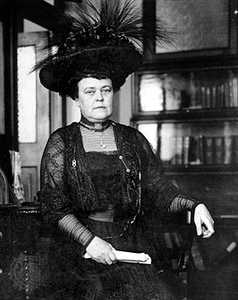
Alva Vanderbilt Belmont (1853–1933)
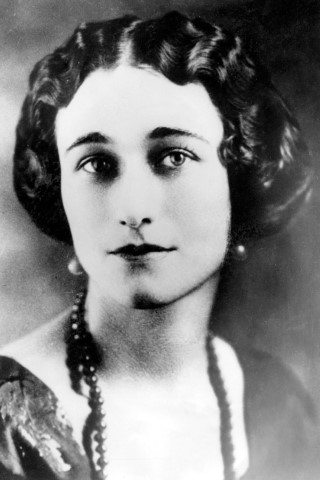
Wallis, duchessa di Windsor (1896–1986)
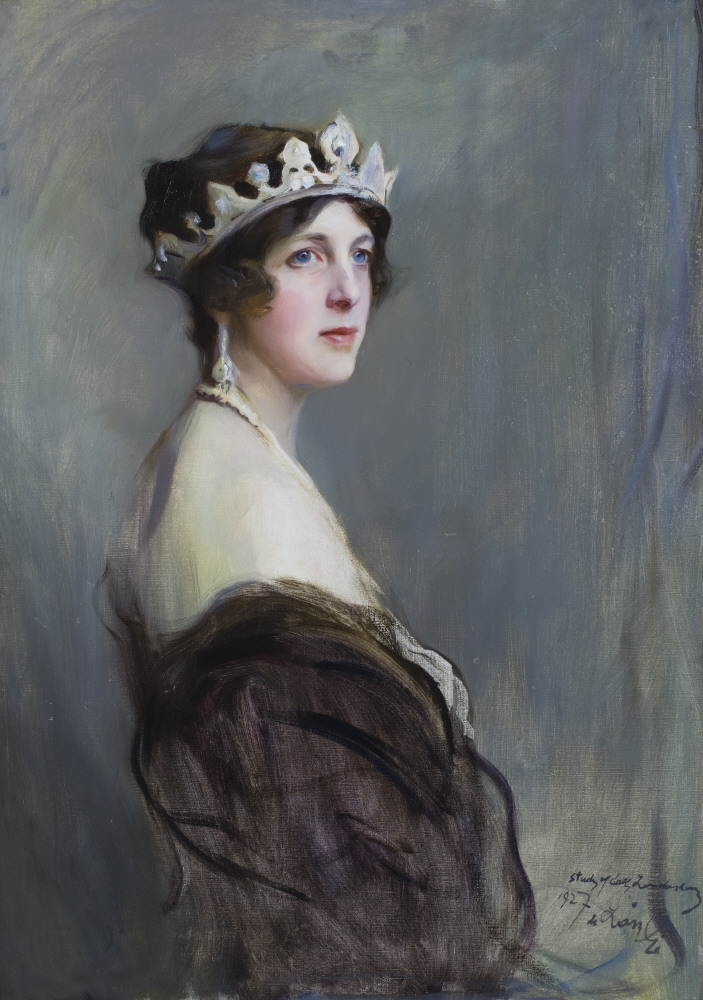
Edith Vane-Tempest-Stewart, marchesa di Londonderry (1878–1959)
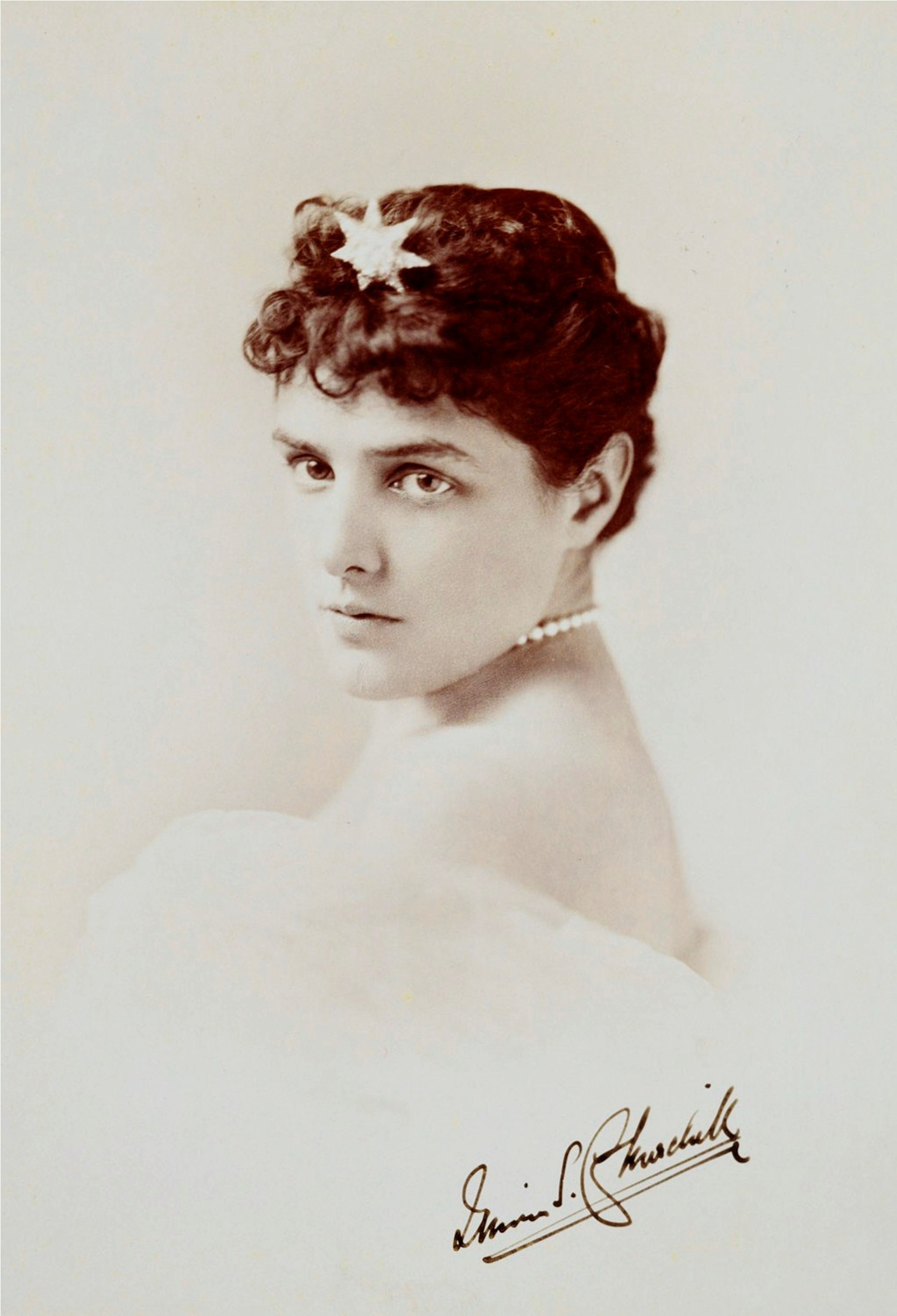
Lady Randolph Churchill (1854–1921)
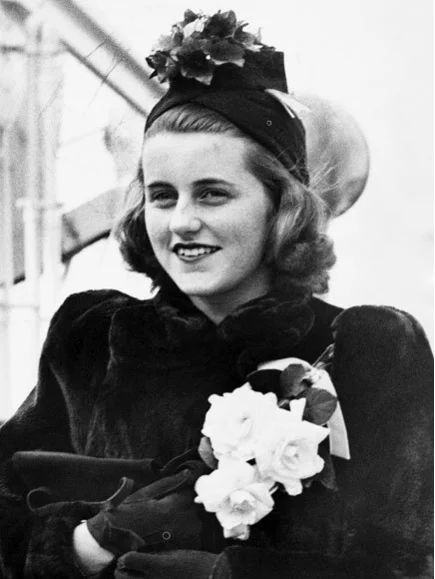
Kathleen Cavendish, marchesa di Hartington (1920–1948)
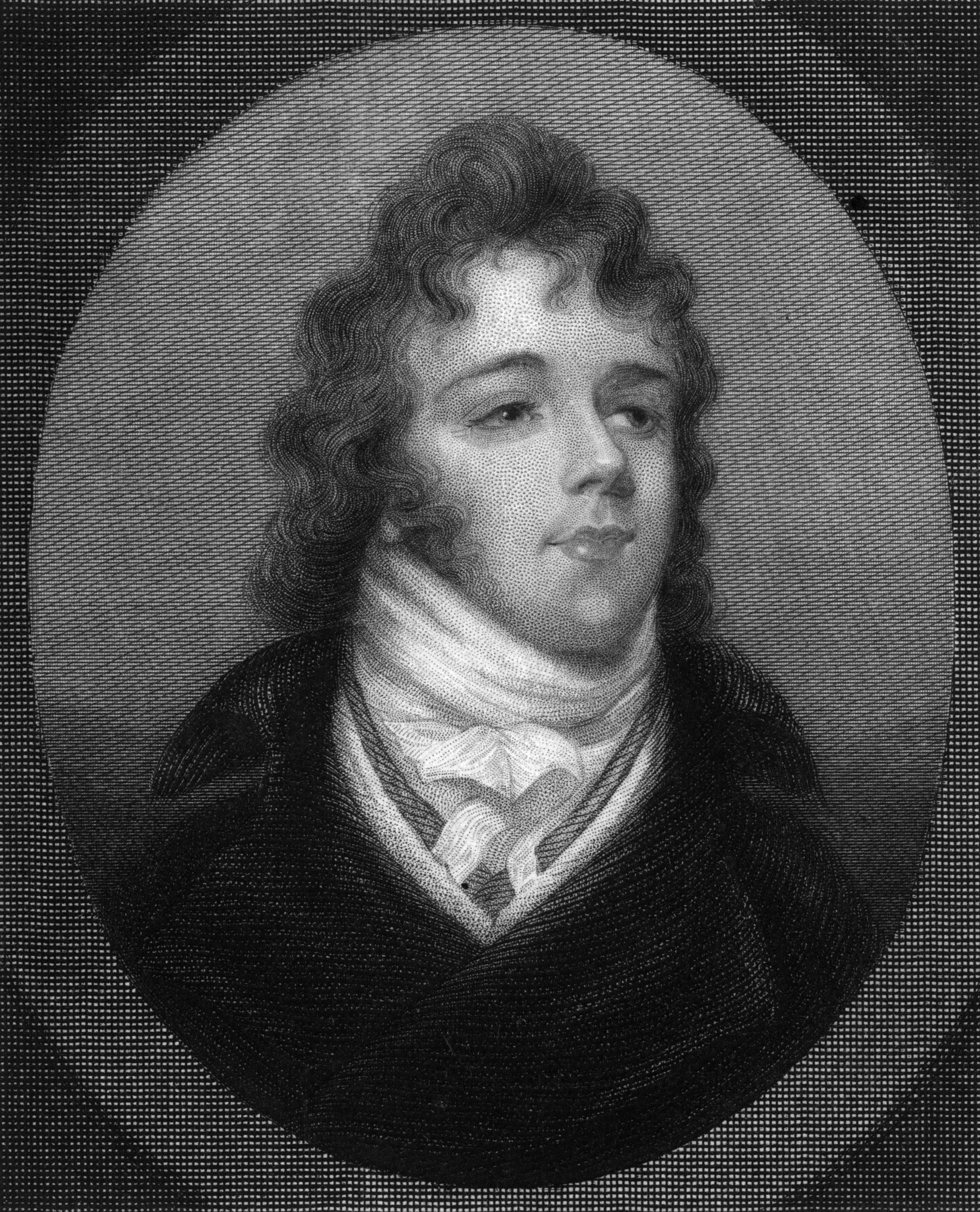
Beau Brummell (1778–1840)
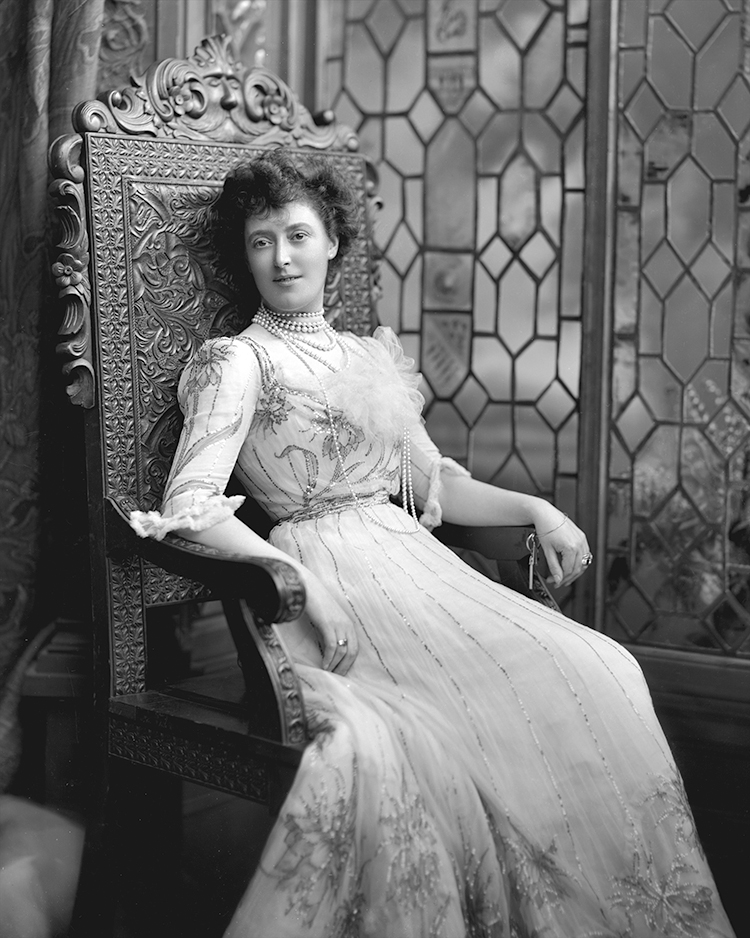
Margaret Greville (1863–1942)
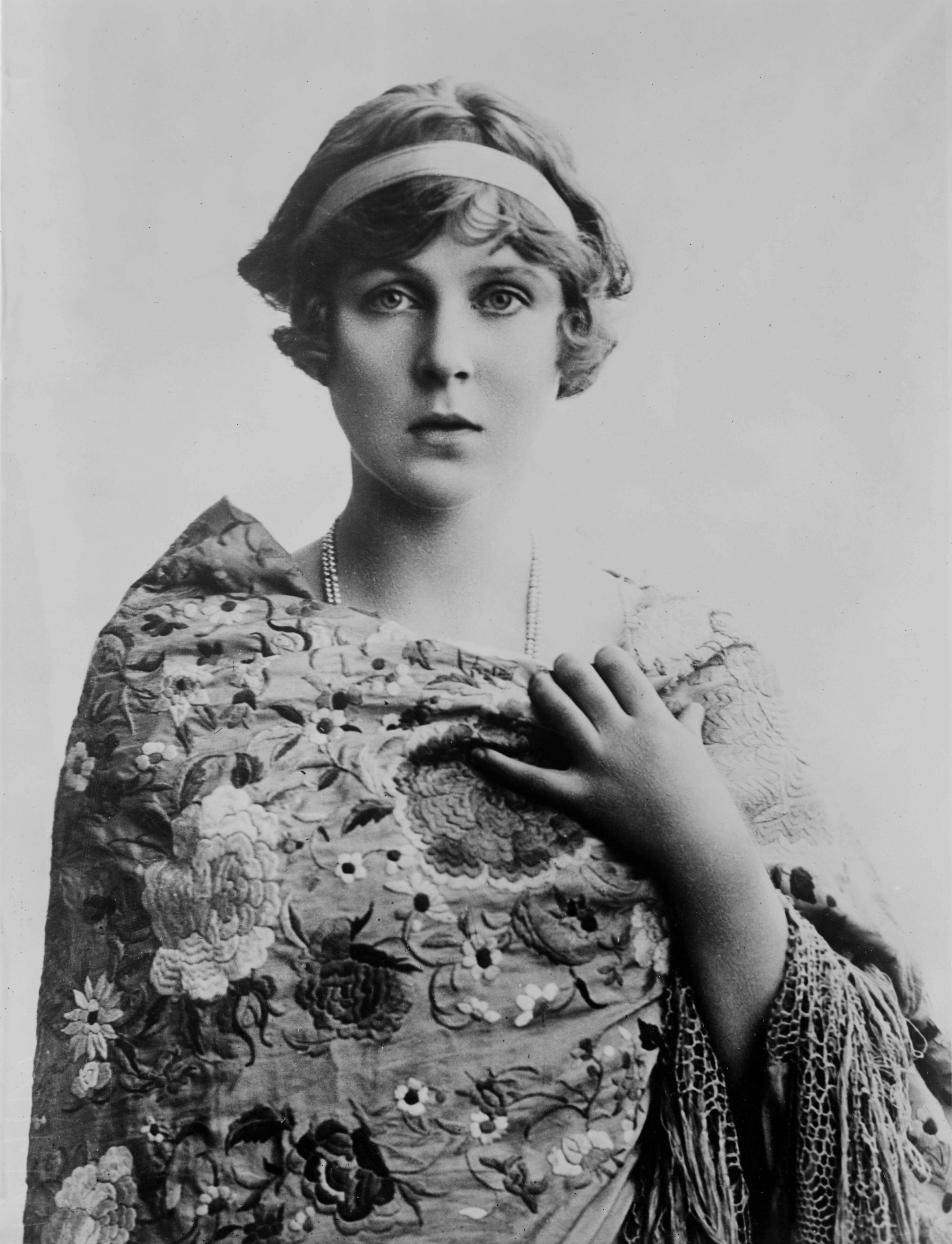
Lady Diana Manners (1892–1986)
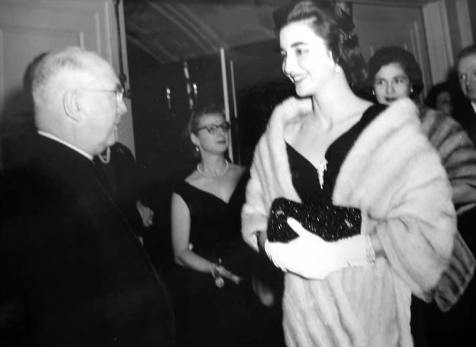
Hope Portocarrero (1929-1991)